# Гайфілл (Арканзас)
Гайфілл (англ. Highfill) — місто (англ. town) в США, в окрузі Бентон штату Арканзас. Населення — 1587 осіб (2020).

## Географія
Гайфілл розташований на висоті 412 метрів над рівнем моря за координатами 36°16′32″ пн. ш. 94°19′25″ зх. д. / 36.27556° пн. ш. 94.32361° зх. д. (36.275520, -94.323519).  За даними Бюро перепису населення США в 2010 році місто мало площу 47,33 км², з яких 47,05 км² — суходіл та 0,27 км² — водойми.

## Демографія
Згідно з переписом 2010 року, у місті мешкали 583 особи в 234 домогосподарствах у складі 167 родин. Густота населення становила 12 особи/км².  Було 271 помешкання (6/км²). 
Расовий склад населення:
| - 90,7 % — білих - 1,5 % — корінних американців - 1,0 % — чорних або афроамериканців - 0,5 % — азіатів - 2,2 % — осіб інших рас |

До двох чи більше рас належало 3,9 %. Іспаномовні складали 3,3 % від усіх жителів.
За віковим діапазоном населення розподілялося таким чином: 22,0 % — особи молодші 18 років, 65,3 % — особи у віці 18—64 років, 12,7 % — особи у віці 65 років та старші. Медіана віку мешканця становила 39,8 року. На 100 осіб жіночої статі у місті припадало 103,1 чоловіків;  на 100 жінок у віці від 18 років та старших — 102,2 чоловіків також старших 18 років.
Середній дохід на одне домашнє господарство  становив 88 019 доларів США (медіана — 49 875), а середній дохід на одну сім'ю — 102 838 доларів (медіана — 64 000). За межею бідності перебувало 23,8 % осіб, у тому числі 40,7 % дітей у віці до 18 років та 17,6 % осіб у віці 65 років та старших.
Цивільне працевлаштоване населення становило 322 особи. Основні галузі зайнятості: мистецтво, розваги та відпочинок — 16,8 %, науковці, спеціалісти, менеджери — 15,8 %, виробництво — 14,0 %.
За даними перепису населення 2000 року в Хайфіллі проживало 379 осіб, 111 сімей, налічувалося 144 домашніх господарств і 165 житлових будинків. Середня густота населення становила близько 12,9 осіб на один квадратний кілометр. Расовий склад Хайфілла за даними перепису розподілився таким чином: 92,08 % білих, 5,28 % — корінних американців, 1,06 % — азіатів, 0,26 % — представників змішаних рас, 1,32 % — інших народів. Іспаномовні склали 1,06 % від усіх жителів містечка.
З 144 домашніх господарств в 32,6 % — виховували дітей віком до 18 років, 61,1 % представляли собою подружні пари, які спільно проживали, в 11,8 % сімей жінки проживали без чоловіків, 22,9 % не мали сімей. 19,4 % від загального числа сімей на момент перепису жили самостійно, при цьому 6,9 % склали самотні літні люди у віці 65 років та старше. Середній розмір домашнього господарства склав 2,63 особи, а середній розмір родини — 2,90 особи.
Населення містечка за віковим діапазоном за даними перепису 2000 року розподілилося таким чином: 26,4 % — жителі молодше 18 років, 8,4 % — між 18 і 24 роками, 31,4 % — від 25 до 44 років, 22,7 % — від 45 до 64 років і 11,1 % — у віці 65 років та старше. Середній вік мешканця склав 34 роки. На кожні 100 жінок в Хайфіллі припадало 100,5 чоловіків, у віці від 18 років та старше — 95,1 чоловіків також старше 18 років.
Середній дохід на одне домашнє господарство в містечкі склав 28 854 долара США, а середній дохід на одну сім'ю — 30 938 доларів. При цьому чоловіки мали середній дохід в 21 477 доларів США на рік проти 21 705 доларів середньорічного доходу у жінок. Дохід на душу населення в містечкі склав 12 701 долар на рік. 5,3 % від усього числа сімей в окрузі і 18,6 % від усієї чисельності населення перебувало на момент перепису населення за межею бідності, при цьому 21,4 % з них були молодші 18 років і 29,2 % — у віці 65 років та старше.